# Juan Carlos Casasola
Juan Carlos Casasola Areu (Ciudad de México, 4 de mayo de 1960) es un actor, cantante y conductor mexicano, hijo de la primera actriz mexicana Irina Areu. Protagonizó Cats México (2013-2014) con más de 350 representaciones bajo la producción de Gerardo Quiroz, repitiendo el personaje de "Punk Rock Terco" Rum Tum Tugger por el cual obtuvo el reconocimiento "Luminaria de Oro" del Paseo de las Luminarias como el mejor actor de teatro musical
Actualmente se desempeña como conductor del programa Guerra de chistes estelariza el musical La Era Del Rock Rock of ages con el personaje del empresario alemán Hertz Klineman el cual lo hace acreedor, por segundo año consecutivo, al reconocimiento "Luminaria de Oro" del Paseo de las Luminarias como el mejor actor de teatro musical.

## Trayectoria
Juan Carlos Casasola empezó su carrera en 1979 con cuentos infantiles en la compañía "El Mundo de las Maravillas" de Manuel Lozano El zapatero remendón realizando más de 30 cuentos como Blancanieves, Pinocho, El Gato con Botas, La Bella Durmiente, Cenicienta, El Soldadito de Plomo entre otros.
En 1983 participó en el concurso Valores Juveniles Bacardi obteniendo el Quinto Lugar con el grupo "Triángulo" al lado de su hermana Maricarmen Casasola y Jaime Quintero con la canción "Mala Suerte". Productores Carlos Lara y Jesús Monárrez, disquera Musart. Ingresó al CEA Centro de Educación Artística Televisa en el año 1986.
En 1988 realizó "Pedro y el Lobo" producción de Televisa a cargo de Fernando Morett y Cali Domínguez interpretando a "El Lobo" al lado de Eugenio Cobo y Aurora Molina en el Teatro Libanés con más de 300 representaciones.
En 1989 obtiene su primera oportunidad en televisión en la telenovela "Cuando llega el amor" producida por Carla Estrada dándole vida al personaje de "Beto", actuación por la cual es nominado en los premios TVyNovelas como mejor actor antagónico.
Desde ahí hasta la fecha ha participado en varias telenovelas, entre ellas, La pícara soñadora, Dos mujeres, un camino, El vuelo del águila, Tú y yo, Gotita de amor, Locura de amor, Rayito de luz, Carita de ángel, Aventuras en el tiempo, ¡Vivan los niños!, Sin pecado concebido, Entre el amor y el odio, Amarte es mi pecado, Mujer de madera, La fea más bella, Mañana es para siempre, Corona de lágrimas entre otros. Participó en 46 capítulos de Mujer, casos de la vida real.
En 1992 se integra al elenco de la exitosa puesta en escena Cats con el personaje de "Punk Rock Terco" Rum Tum Tugger al lado de Manuel Landeta, Susana Zabaleta, María del Sol, Javier Díaz Dueñas
En 1994 forma parte de Vaselina como "Kiko" compartiendo créditos con Alex Ibarra, Irán Castillo, Lolita Cortés, Lorena Rojas, Jean Duverger entre otros. En 1994 forma parte de "Pinocho, producción de Televisa en el Teatro República al lado de Eduardo Santamarina. Dicha puesta en escena se repitió una vez más en 1999.
Participa en el programa Sábado Gigante en 1998–2007 en la sección de humor dentro de la cual surge la idea de crear Guerra de chistes.
Participó en las dos etapas del lamentable show "Sólo para mujeres" en la primera etapa como bailarín y en la segunda etapa como coreógrafo y conductor. Participó también en el show "Piel Caliente" como conductor.
En 2008 realizó su primera producción discográfica llamada "Loredana" producida por Arturo G Álvarez con composiciones y arreglos de Bruno Krajzar, destacado compositor y arreglista croata. Una de las canciones "Chi Sei" (¿Quién eres?) interpretada por Juan Carlos Casasola y Marichelo, fue el tema de una exitosa telenovela italiana. La canción "Loredana" fue la más escuchada en Europa Occidental en 2011. Esta canción fue grabada en español, inglés y croata.
En mayo de ese año es invitado a presentar su disco en la ciudad de Nueva York en el festival del 5 de mayo ante 6 millones de personas con el cual obtiene un reconocimiento por parte de la Asamblea del Estado.
Es coconductor del programa Guerra de chistes al lado de Juan Carlos Nava "El borrego", Radamés de Jesús y Yered Licona "La Wanders Lover"
Guerra de chistes se transmite por Telehit a más de 80 países y es desde 2008 hasta la actualidad el programa de mayor rating de dicho canal.
Desde mayo de 2013 y durante más de 350 representaciones, protagoniza Cats México al lado de Manuel Landeta, Filippa Giordano, Olivia Bucio, Lila Deneken, Ana Cirré
Estelariza Rock Of Ages La Era Del Rock al lado de Patricio Borghetti, Ernesto D'Alessio, Mauricio Castillo, Vadhir Derbez, David Cavazos y Laura Cortés.
En 2019 audicionó en el programa de canto La voz, para la cadena TV Azteca, siendo esta la primera versión de dicho canal, no quedó elegido.

## Filmografía

### Telenovelas
- Mujeres de negro (2016).... Joel
- Corona de lágrimas (2012-2013).... Benjamín Aguilar
- Mañana es para siempre (2008-2009).... Graciano Cueto
- La fea más bella (2006-2007).... Jorge
- Barrera de amor (2005-2006).... Pancho
- Amarte es mi pecado (2004).... Gonzalo Carrera
- ¡Vivan los niños! (2002-2003).... Secundino
- Entre el amor y el odio (2002).... Catrín
- Sin pecado concebido (2001).... Sergio Orozco
- Aventuras en el tiempo (2001).... Lic. Chacal
- Rayito de luz (2000-2001).... Justino Hernández
- Carita de ángel (2000-2001).... Calixto
- Locura de amor (2000).... Damián
- ¡Amigos x siempre! (2000).... Fernando
- Soñadoras (1998-1999).... Criminal en prisión
- Gotita de amor (1998).... Román Correa
- Tú y yo (1996-1997).... Gonzalo
- El vuelo del águila (1994-1995).... Francisco Zarco
- Dos mujeres, un camino (1993-1994).... Leobardo
- Mágica juventud (1992-1993).... Heriberto
- La pícara soñadora (1991).... Fausto Medrano
- Días sin luna (1990).... Gastón Solís
- Cuando llega el amor (1989-1990).... Beto

### Series de TV
- LOL: Last One Laughing (2022)
- El inframundo (2021)[2]
- La voz (2019)[3]
- Adictos (2012) 2.ª Temporada
- Adictos (2009) 1.ª Temporada
- Como dice el dicho (2008-2024).... (8 capítulos)
- La rosa de Guadalupe (2008-presente).... (14 capítulos)
- Guerra de chistes (2008-2019) (Coconductor)
- Incógnito (2008).... Casasola (Las Tiernas Aventuras de Juan Menchaca)
- Ugly Betty (2007).... Lobo
- Objetos perdidos (2007).... Manager
- Mujer, casos de la vida real (1995-2007).... (46 capítulos)
- La telaraña (1992).... Ismael[4]

### Películas
- Cometa, Él, su perro y su mundo (2017)[5]
- Por tus pugidos nos acacharon (2013)
- Un tigre en la cama (2009)
- Policía rural (2005)
- Perro rabioso III: Tras el rostro (1992).... Samy
- Perro rabioso 2 (1991).... Samy
- Muerte por partida doble (1991).... Alfonso
- Retén (1991)
- Infamia (1991)
- Malditos amapoleros (1990)
- Entre la fe y la muerte (1990)

## Premios y nominaciones

### Premios TVyNovelas
| Año  | Categoría     | Telenovela           | Resultado |
| ---- | ------------- | -------------------- | --------- |
| 1991 | Mejor villano | Cuando llega el amor | Nominado  |

Reconocimiento "Luminaria de Oro" del Paseo de las Luminarias por segundo año consecutivo como Mejor actor de Teatro Musical del año por "Punk Rock Terco" en CATS MÉXICO 2013/2014 y "Hertz Klineman" en LA ERA DEL ROCK.
Premio Arlequín 2007 por Trayectoria Artística
Premios Telehit: Mejor programa Guerra de chistes
Reconocimiento "Luminaria de Oro" del Paseo de las Luminarias. Mejor actor de Teatro Musical del año por "Punk Rock Terco" en CATS MÉXICO 2013
Galardón Inmortal al programa de Telehit "Guerra de Chistes" por su brillante proyección televisiva que lo hace merecedor a una placa en bronce en el Paseo de las Luminarias.
Premios Telehit 2013: Mejor Programa de Comedia Guerra de chistes
En los 20 años de Telehit recibiendo el premio al mejor programa de comedia Guerra de chistes
De la producción discográfica que realizó en 2008 "Loredana", el sencillo "Esperanza" obtuvo una pre-nominación en los 56th Grammy Awards por Mejor Canción.
Fundación Cultural Plaza Galerías le otorga un reconocimiento por el éxito de "Sólo para Mujeres" !999-2000
Obtiene el premio "Califa de Oro" por el show "Sólo para Mujeres" 1999.
Por ser "Sólo para mujeres" el show más exitoso del año, fueron acreedores a plasmar su imagen en un boleto de la Lotería Nacional el 27 de septiembre de 1999.